# Anna Laromaine
Anna Laromaine Sagué (Cassà de la Selva, Girona; 1978) és una química espanyola especialitzada en bionanotecnologia, ha col·laborat en el desenvolupament d'un sensor per a la detecció precoç de tumors cancerosos.
És doctora en Química per l'Institut de Ciència de Materials de Barcelona (ICMAB). Actualment, treballa com a investigadora a l'Institut de Ciència de Materials de Barcelona (ICMAB) i és co-fundadora de l'empresa OsmoBlue. Figura com a inventora en 5 patents registrades a la United States Patent and Trademark Office (USPTO).
Es va llicenciar en Química per la Universitat de Girona l'any 2000 i es va doctorar a l'Institut de Ciència de Materials de Barcelona (ICMAB) de la Universitat Autònoma de Barcelona amb la qualificació summa cum laude el 2005. La seva tesi, "Nuevos derivados del orto-carborano que incorporan S, Se, N i P. Reactividad y propiedades supramoleculares", tractava sobre la síntesi de carborans per a catàlisi i teràpia mèdica. El 2016 va cursar un màster en Administració d'empreses (MBA) a la Universitat Pompeu Fabra.
El 2008, va continuar la seva tasca investigadora al Massachusetts Institute of Technology (MIT) a Cambridge, EUA, en la creació de sensors que avaluïn medicaments o localitzin dianes sobre les que un fàrmac pugui actuar.
El 2011 va tornar a Barcelona i va començar a treballar com a investigadora a l'Institut de Ciència de Materials de Barcelona (ICMAB) del CSIC en els camps de la Ciència de Materials, la Biologia Química i la Nanotecnologia.
El 2012 va iniciar el projecte OsmoBlue amb la Dra. Elodie Dahan, que va ser seleccionat pel Fons d'Emprenedors de la Fundació Repsol. El 2013 ambdues van crear a Suïssa l'empresa OsmoBlue, la tecnologia patentada de la qual es basa en un procés d'osmosi per pressió retardada que converteix la calor a baixa temperatura en electricitat.
Les seves recerques actuals se centren en els composites basats en cel·lulosa bacteriana, l'avaluació de nanopartícules en diferents entorns, com en els organismes C. elegans, i la síntesi de nanopartícules i nanoestructures.
Entre els seus reconeixements, destaquen diversos premis com el Fem.Talent que valora la capacitat de divulgació i el premi Reach out! que atorga la Societat Europea de Recerca en Materials juntament amb l'Institut de Ciència de Materials de Barcelona (ICMAB). A més, al 2016 va estar premiada amb una beca de recerca en la XI edició dels premis L´Oreal-Unesco For Woman in Science.